# Pavlohrad
Pavlohrád (ukrainsk: Павлогра́д, tr. Pavlohrád, ukrainsk udtale: [pɐu̯loˈɦrɑd]  ( hør); russisk: Павлогра́д, tr. Pavlográd, russisk udtale: [pəvlɐˈɡrat]) er en by og kommune i det centrale østlige Ukraine, beliggende i Dnipropetrovsk oblast. Den fungerer som administrativt centrum for Pavlohrad rajon. Dens befolkning er ca. 101.430 (2022) indbyggere.
Floderne Vovcha (løber gennem byen 12,85 km mod Samara-floden), Hnizdka (3,9 km), Kocherha (2,9 km) løber gennem Pavlohrad. Byens areal er 59,3 km². Der er 20 skoler og 1 lyceum i byen.

## Gallery
- Fortov i centrum af Pavlohrad
- Pavlohrad jernbanestation
- Dormition Katedralen
- Vernicle Katedralen
- Holubytskykirken